# Dipartimento di Barh El Gazel Ovest
Il dipartimento di Barh El Gazel Ovest è un dipartimento del Ciad facente parte della provincia di Barh El Gazel.

## Comuni
Il dipartimento comprende i seguenti comuni:
- Chadra
- Mouzaragui